# László Szabó
László Szabó (Budapeste, 19 de março de 1917 – Budapeste, 8 de agosto de 1998) foi um jogador de  xadrez da Hungria, com diversas participações nas Olimpíadas de xadrez. 

## Carreira
Szabó participou das edições de 1935 e  1937 no quarto e segundo tabuleiro tendo conquistado as medalhas de prata por equipes e individual em 1937. De 1952 a 1968 participou de todas as edições sendo que até 1960 no primeiro tabuleiro e após pelo segundo tabuleiro, tendo conquistado a medalha individual de bronze em 1952 e prata em 1966. Em 1956 e em 1966 conquistou a medalha de bronze por equipes. Em torneios, ficou em terceiro lugar em Dallas 1957.
Szabó foi o melhor jogador Húngaro durante cerca de 20 anos (eventualmente sucedido por Lajos Portisch em 1963/64) e no seu melhor período, um dos 12 melhores jogadores do mundo.
A sua família doou a sua biblioteca à Coleção de Damas e Xadrez de John G. White da Cleveland Public Library (en). Esta Coleção é a maior biblioteca de xadrez do mundo (32,568 volumes de livros, incluindo 6 359 volumes de publicações periódicas).

## Livros
- Meine besten Partien (German, 248 p., 1990.) (schachversand.de)
- My best games of chess (English, 209 p., 1986.) (schachversand.de Arquivado em 2012-07-17 no Wayback Machine)